# باول أينهورن
باول أينهورن (بالألمانية: Paul Einhorn)‏ هو مؤرخ لاتيفي، ولد في عقد 1500 في ايكاڤا ‏ في لاتفيا، وتوفي في 25 مايو 1655 في يلغافا في لاتفيا.